# Klaus Teichert
Klaus Teichert (* 27. Juni 1954 in Flensburg) ist ein deutscher politischer Beamter und ehemaliges Mitglied der SPD. Er war von 2006 bis 2009 Staatssekretär in der Senatsverwaltung für Finanzen des Landes Berlin. 

## Biographie
Teichert durchlief zunächst eine Tischlerlehre in Flensburg. Nach dem Fachabitur absolvierte er ab 1977 ein Architekturstudium in Oldenburg, welches er als Diplom-Ingenieur abschloss. In den Jahren 1980 bis 1987 arbeitete Teichert als Projektingenieur bei Opel in Rüsselsheim und Saragossa (Spanien). Nach kurzer Tätigkeit als technischer Leiter bei JSK Architekten in Frankfurt am Main war Teichert von 1988 bis 1993 beim Softwareunternehmen Intergraph tätig. In den Jahren 1993 bis 2006 folgten Stationen in führender Position bei verschiedenen Unternehmen, unter anderem bei Hochtief Software GmbH, Innovationszentrum Bau GmbH der Investitionsbank Berlin, Mühl Produkt & Service AG, der BwConsulting GmbH der Bundeswehr sowie der BIM Berliner Immobilienmanagement GmbH.
Seit dem 1. Januar 2006 war Teichert Staatssekretär in der Berliner Senatsverwaltung für Finanzen unter Senator Thilo Sarrazin (SPD). Nachdem ihm im Mai 2009 Senator Ulrich Nußbaum (parteilos) nachgefolgt war, wurde Teichert am 14. Juli 2009 als Staatssekretär entlassen. Sein Nachfolger wurde Christian Sundermann.
Von Januar 2010 bis Juni 2012 war Teichert Sprecher der Geschäftsführung des Sondervermögens Schule – Bau und Betrieb in Hamburg. Von Februar 2015 bis Juni 2017 war er Geschäftsführer des Landesbetriebs Bau- und Liegenschaftsmanagement Sachsen-Anhalt in Magdeburg. Von Juli 2017 bis zu seinem Eintritt in den Ruhestand Ende 2020 war er Geschäftsführer der Hertha BSC Stadion GmbH.
Teichert ist in zweiter Ehe verheiratet und hat zwei erwachsene Töchter.

## Politik
Von 1971 bis Anfang 2010 war Teichert Mitglied der SPD. 